# Steagul Principatului Moldovei
Steagurile și drapelele Țării Moldovei au avut de-a lungul timpului forme, culori și elemente heraldice diversificate.
În Moldova medievală steagurile erau de mai multe feluri:
- steagul domnesc sau al țării („Steagul cel mare”),
- steagurile ostășești, cu însemne religioase. Culoarea și reprezentarea grafică a acestora se schimba de la o epocă la alta,
- steagurile breslelor de slujitori (oșteni) și cele ale unităților militare,
- steagurile dregătorilor militari,
- diferite steaguri ale cetelor boierești (cu stemele lor de familie) și trupele călări, ale căror culori erau uneori cele ale steagului unității din care făceu parte.

„Steagul cel mare” prezenta pe pânză stema Moldovei: capul de bour (zimbru), simbolul statalității moldovenești. Culoarea de bază a steagului Moldovei era, în general, roșu. Uneori, domnitorii își aveau propriul lor steag care îmbina elemente ale stemei personale cu stema țării.

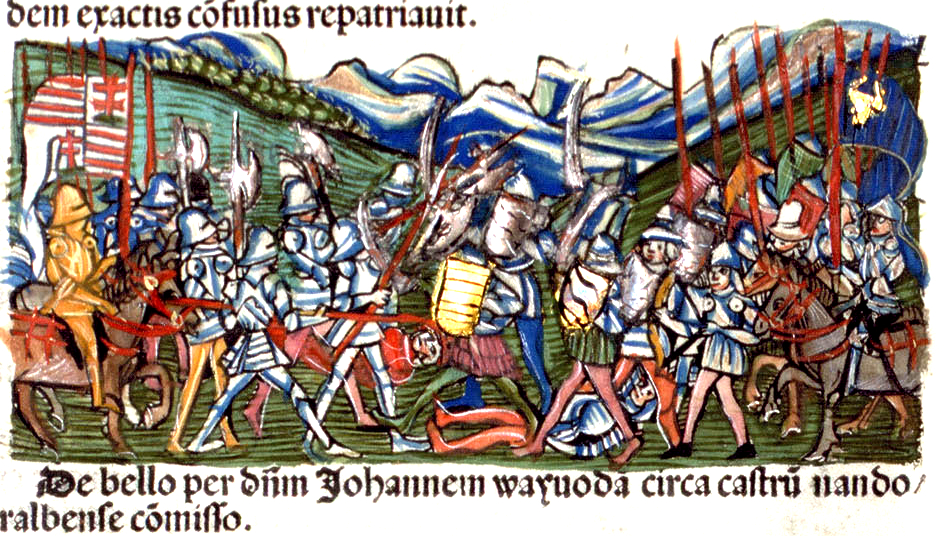
Imagine din Chronica Hungarorum care ilustrează bătălia de la Baia, din 1467. Steagul moldovenesc este înfățișat în dreapta și cel al armatei Regatului Ungariei în stânga)

Steagul Moldovei din perioada domniei lui Ștefan cel Mare era roșu, având în mijloc stema Moldovei care reprezintă, în mod tradițional, un cap de bour privit frontal, simbolizând puterea, cu soarele simbolizând luminăția bunei domnii, plasat între coarnele bourului, cu un trandafir heraldic în stânga simbolizând credința, și în dreapta luna în faza de crai-nou simbolizând renașterea. Fondul este cinabru (cum se spune roșu în heraldiă) simbolozând vitejia. Există însă, încă din trecutul destul de îndepărtat, variante datorate unor confuzii :
- capul inițial de bour (Bos taurus primigenius), a fost, după dispariția timpurie a acestui animal (sec. XV), luat drept un cap de zimbru (Bison bonasus, la rândul lui dispărut la începutul secolului XVIII)[2];
- trandafirul heraldic a fost luat drept un soare iar soarele dintre coarne a fost luat drept o stea (reprezentată adesea cu 6 raze, sau cu 5 dar cu vârful în jos ; mai recent (după 1991), comuniștii au popularizat o versiune în care între coarne apare o stea de tip comunist, cu 5 raze și vârful în sus.

Din 1488) datează și imaginea steagului domnesc al lui Ștefan în gravura lui I. Kukullo redând bătălia de la Baia din 1467: flamură lungă și îngustă, încărcată cu benzi verticale paralele cu hampa (fasciile stemei de familie) și stema Moldovei (capul de bour) în jumătatea dinspre hampă.
În anul 1500 Ștefan cel Mare a dăruit mănăstirii Zografu din Sfântul Munte Athos două steaguri, care figurează mai jos.
Fundalul primului drapel era de culoare roșie (între timp steagul a fost recondiționat și aplicat pe o stofă de catifea de culoare vișinie), măsurând 1,2 × 0,9 metri. Fața steagului îl prezintă pe Sfântul Gheorghe străpungând balaurul. Icoana Sfântului Gheorghe este artistic brodată pe atlas roșu, cu fire de aur, argint și mătase albă, verde și roșie. Sfântul Gheorghe șade pe tron, pe o perină roșie, trăgând spada din teacă cu stânga în timp ce cu dreapta trage de gardă, și zdrobind sub picioarele lui balaurul cu trei capete, ce se încolăcește pe sub tron. Doi îngeri coborând din cer îi aduc, cel de la dextra o sabie, iar cel de la senestra un scut încrustat cu pietre scumpe, și-i pun pe cap o frumoasă coroană, împodobită și ea cu două rânduri de pietre scumpe. În jurul capului sfântului și pe marginea icoanei sale se află următoarea inscripție în limba greacă: „Sfântul Gheorghe din Capadocia”. Steagul este încadrat pe margini cu următoarea înscripție slavonească în litere de aur (galben): „O, îndelung răbdătorule și de biruinți purtătorule, mare mucenice Gheorghe, cela ce la nevoi și în năpaste ești grabnic apărător și fierbinte ajutător, și celor întristați bucurie nespusă, primește de la noi și această rugăminte a smeritului robului tău a domnului Io Ștefan Voievod, cu mila lui Dumnezeu domn Țării Moldovei, și-l păzește pe el neatins în acest veac și în cel viitor, cu rugăciunile celor ce te cinstesc pe tine, ca să te proslăvim pe tine în veci, amin! Și s-a făcut în anul 7008, iar al domniei lui anul al 43-lea”. 

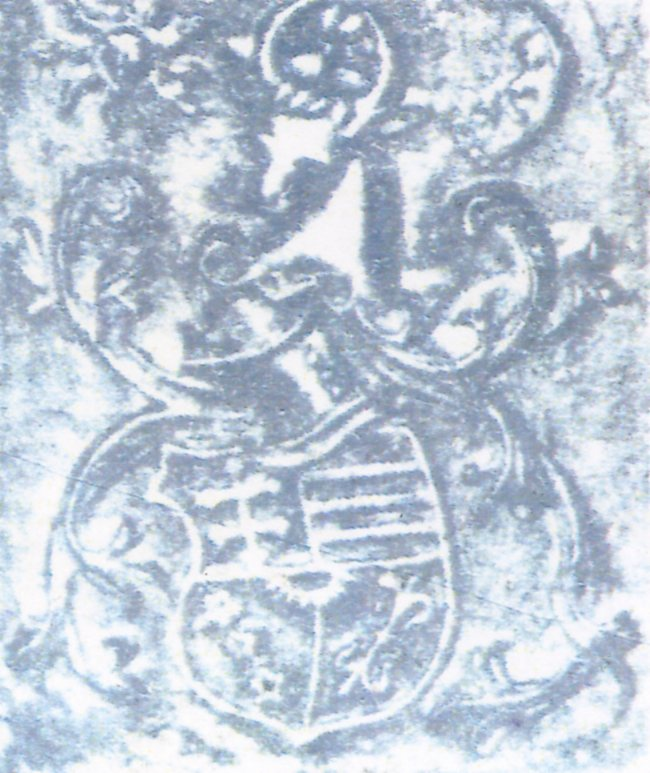
Stemă a Moldovei, preluată de pe un clopot de la Suceava
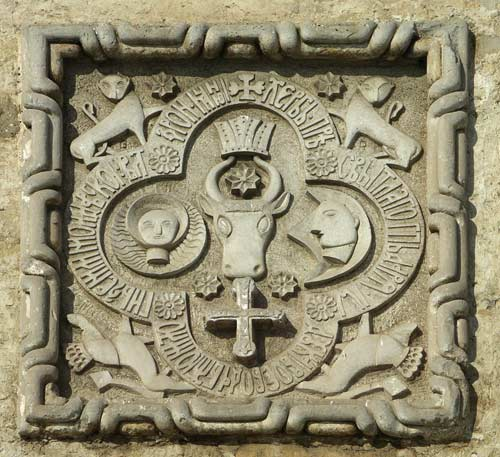
Stemă a Moldovei, aflată la mănăstirea Cetățuia din Iași

Al doilea steag, de forma prapurilor bisericești, are în lungime un metru, și aproximativ tot atâta în lățime. În partea de jos se prelungește cu trei colțuri. Câmpul pînzei este din atlas roșu. Pe fața steagului este reprezentat Sfântul Gheorghe, călare pe un cal alb, omorând cu sulița balaurul. Icoana sfântului este bogat lucrată cu fir de argint, aur și mătase albă, roșie și verde. Mantia sfântului este roșie. Icoana este încadrată cu litere de aur în limba slavonească: „Ca un izbăvitor al celor robiți și săraci folositor, neputincioșilor doctor, împăraților ajutor, purtătorilor de biruință mare mucenice Gheorghe, roagă pe Hristos Dumnezeu, să mântuiască sufletele noastre”. Pe cealaltă față este reprezentată scena botezului Domnului, încadrată de o altă inscripție în slavonă.
Pe o gravură din cartea cronicului polon Martin Bielski, este înfățișată poziția de atac a cavaleriei moldovenești în lupta împotriva forțelor armate polone în bătălia de la Obertyn din 22 august 1531. Deasupra corpului de cavalerie din centru, precum și în flancul stâng, fâlfâie două steaguri moldovenești de formă triunghiulară. Pe pânza steagurilor, lângă hampă, este stema Moldvei: capul de bour, cu soarele sau roza la dextra și semiluna la senestra.
După o relatare contemporană, delegația marilor boieri moldoveni prezenți la încoronarea lui Henric de Valois ca rege al Poloniei, în 1574, avea un steag de culoare albastră pe care era redat bourul cu stea între coarne.

Călăreț purtător de steag moldovenesc, astfel cum este înfățișat în Chronica Hungarorum, în bătălia de la Baia, 1467
Drapelul navelor moldovenești. 1500
Steag moldovenesc în bătălia de la Obertyn din 22 august 1531, astfel cum a fost înfățișat în Kronika Polska  a lui Marcin Bielski
Steag Moldovei așa cum este descris de Alexander Gwagnin (Guagnini), circa 1574
Reconstrucție modernă a unui steag moldovenesc, realizată după imaginea sa pictată de către Hans von Aachen într-un tablou alegoric, ce are ca subiect Bătălia de la Guruslău din 3 August 1601
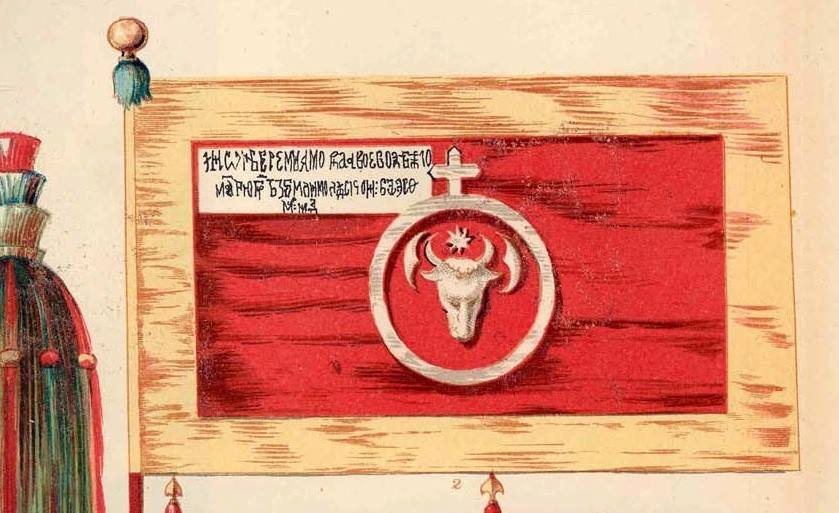
Reconstrucție de către Károly Cserna, a unui steag militar din 1601, purtător al unei inscripții a lui Ieremia Movilă. Desenul a fost făcut de Cserna după înregistrări originale aflate într-o bibliotecă din Dresda.
Reconstituirea stindardului lui Vasile Lupu din 1636
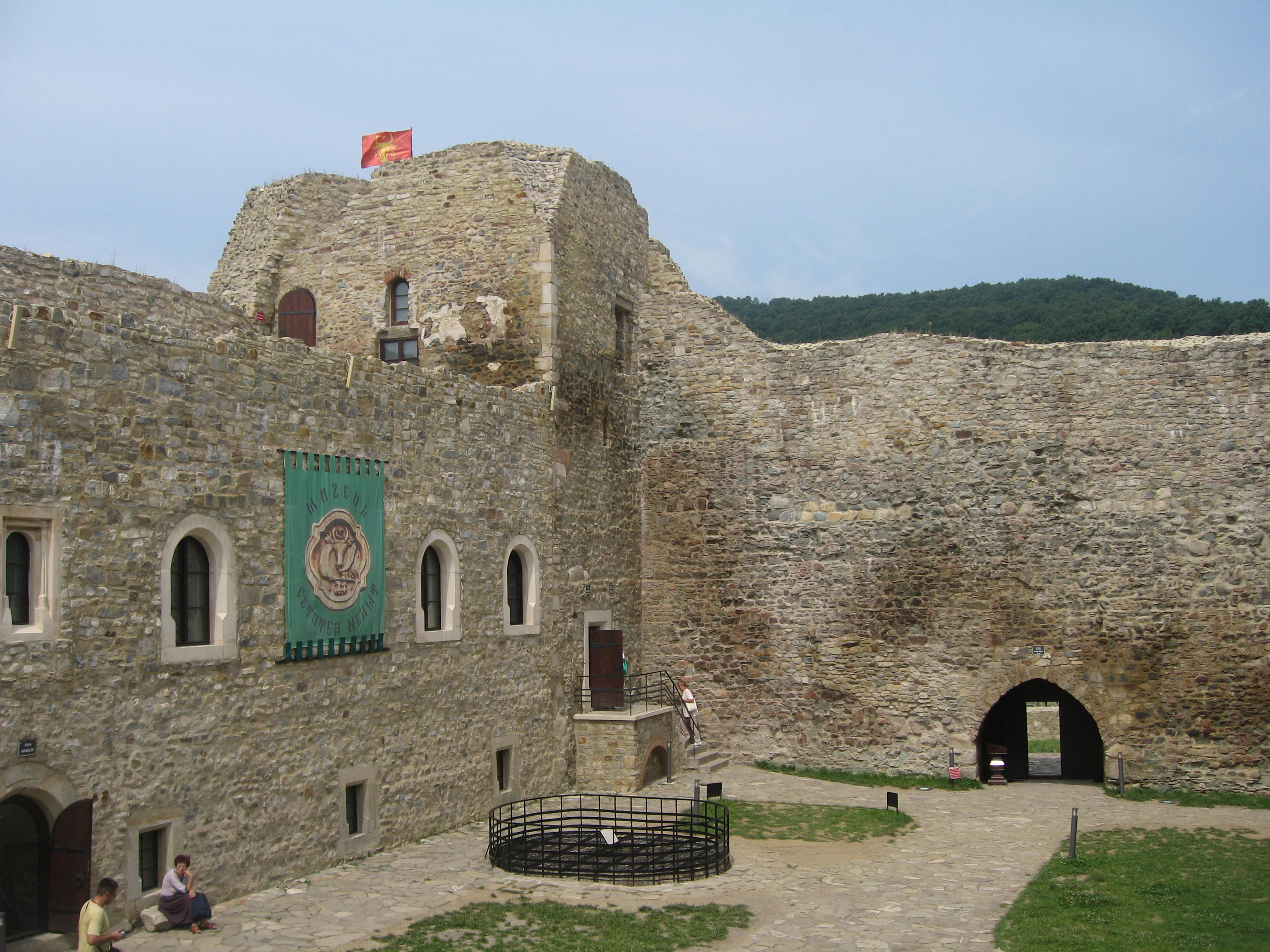
Reconstrucție actuală a steagului Principatului Moldovei, fluturând pe turnul din colțul nord-vestic al Cetăţii Neamţ

Următoarea imagine a drapelului moldovenesc medieval datează de la sfârșitul secolului al XVI-lea și începutul secolului al XVII-lea. Este vorba de steagul domnesc al lui Ieremia Movilă, din 1601. Flamura este roșie și are o bodură de un galben deschis. În centru este plasat un cerc de argint, cu o cruce în partea superioară. În mijlocul cercului se află stema Moldovei: capul de bour cu o stea cu opt raze între coarne, flancat de câte o semilună în crai nou. Pe un dreptunghi alb, plasat în cantonul steagului, este înscrisă titulatura domnului cu litere chirilice.
Două decenii mai târziu, în 1622, Cristofor de Zbaraz, ambasadorul polonez lângă curtea lui Ștefan Tomșa (1621-1623), a descris „steagul roșu al Țării Moldovei cu capul de zimbru.”
În anul 1636 alt ambasador polonez, Erji Crasinsci, a fost întâmpinat lângă Iași de câțiva boieri cu două steaguri: unul albastru cu o cruce roșie, altul alb cu o dungă roșie. Iar la intrarea în palatul domnitorului Vasile Lupu, solul polonez era însoțit de câțiva boieri cu un steag albastru.
Solul polonez Ioan Gninski, palatin de Culm, relatează despre solia sa în Moldova din anii 1677-1678, că: „îndată ce am pornit au urmat și boierii și toată curtea sub un steag roșu de stofă de Damasc în chip de insignă militară... Aproape de Iași s-au ivit în câmp steagurile de călăreți moldoveni așezate într-un singur șir, în număr de douăzeci și șase de steaguri de seimeni și alte șase steaguri de pedestrime moldovenească.” 
Într-un document emis ia 1813 de Scarlat Calimahi (1812-1819) în senestra pavilionului domnesc al Moldovei se vede un stindard cu bourul pe fond roșu.
În prima jumătate a secolului XIX culorile statale ale principatului Moldovei erau roșul și albastrul. Tradiția istorică susține că ele au fost confirmate și recomandate ca obligatorii prin „Regulamentul organic” (1831-1832).
Drapelul din 1834-1849 al batalionului de infanterie al armatei moldovenești avea forma unui pătrat cu latura de 1,44 m, din mătase dublă bicoloră, având culorile dispuse în așa fel, încât pe fondul general albastru culoarea roșie formează în cele patru colțuri câte un pătrat cu latura de 0,4 m. Pe o față, pe fondul albastru din centrul pânzei, se află pictat capul de bour de aur cu o stea cu opt colțuri între coarne și o coroană princiară deasupra, încadrat de o ghirlandă de măslin, iar pe cealaltă Sf. Gheorghe călare; în pătratele roșii din colțuri se găsesc: pe avers câte o stea de argint în opt colțuri, iar pe revers monograma aurie „M” a domnitorului Mihail Sturdza cu o stea de argint în opt colțuri deasupra. Sub icoana Sfântului Gheorghe era trecută cu litere de aur denumirea unității. Astăzi nu se mai distinge decât „Al Miliției Principatului Moldovei...”. Stindardul batalionului de cavalerie nu diferea decât prin dimensiunea flamurei: 1,15 m la fiecare latură. Numele unității era inscripționat astfel: „Al Miliției Principatului Moldovei I-iul de cavalerie Regiment Iașan 1834.”
Aceste drapele militare au fost înmânate unităților pe 8 noiembrie 1834, în cadrul unei festivități în fața bisericii Sf. Spiridon din Iași, unde au fost sfințite de către mitropolit. În mesajul adresat oștii, domnitorul sublinia faptul că sultanul a aprobat „Miliției Noastre dreptul de a avea steag, după modelul de Noi propus, după care s-au înființat acel cu nr. 1 pentru Infanterie și acel cu nr. 2 pentru Cavalerie... Aceste semne astăzi întâia oară sunt înfățișate înaintea ochilor voștri spre a primi cerească bună cuvântare, de unde prin bisericească sfințire, să va răvărsa și asupra voastră harul cel mântuitor, întărindu-vă cu vârtute ostășească și cu dragostea Patriei...”
La Muzeul Militar din București se păstrează ambele steaguri, destul de deteriorate, fixate în tul dublu.
Drapelele model 1849 se asemănau cu cele precedente. Latura flamurei măsura 1,25 m, iar pentru stindardele cavaleriei de 0,65 m. Pe aversul flamurei, în centrul zonei albastre, se găsește un scut timbrat cu o coroană princiară și încărcat cu un cap de bour de argint care poartă între coarne o stea cu șase raze din același metal. Susținătorii scutului sunt doi delfini afrontați, cu ochii roșii. Stema este înconjurată de o ghirlandă de măslin și stejar. Pe revers se regăsește același sfânt, sub care este înscrisă cu litere de aur denumira unității, iar în colțuri inițiala „A” a domnitorului Grigore Alexandru Ghica. La Muzeul Militar din București se păstrează două drapele și un stindard de acest fel.
Drapelele model 1856 au dimensiunea de 1,50 × 1,26 m. În colțurile roșii prezintă câte o stea de aur cu șase raze, iar în centrul crucii albastre se mai disting o ghirlandă poleită cu aur și o coroană. La Muzeul Militar din București se mai păstrează trei drapele de acest fel. Acestea au fost confecționate în 1858, în urma ordinului de zi nr. 20, de către doamnele Ecaterina Konaki-Vogoridi, Ecaterina Balș și Elena Ghica, câte unul pentru fiecare batalion de infanterie.
În „Albumul de stindarde, drapele și fanioane ale statelor maritime europene”, alcătuit de francezul A. Le Gras și editat la Sankt Petersburg în 1861, se menționează că unele corăbii moldovenești, fiind înarmate de către portul Galați, poartă drapele albastre, având plasat în centrul pânzei elementul tradițional al stemei, capul de bour (care-i zugrăvit de fapt, asemănător unui cap de bou), iar în canton avea un patrulater roșu cu trei stele albe. Se atestă, de asemenea, că drapelul miliției moldovenești avea două fâșii orizontale: roșu în partea superioară și albastru în cea inferioară, cu un „cap de bou” pe o cruce albă plasată în canton.

Drapelul civil al principatului Moldovei 1834-1849.
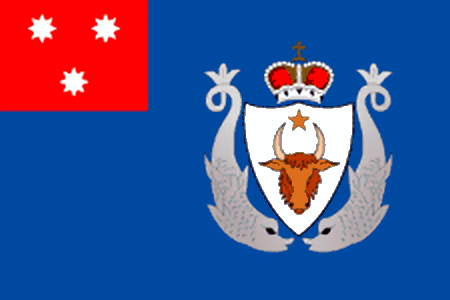
Drapelul civil al principatului Moldovei 1849-1859
Steag regimentului de infanterie al armatei moldovenești, model 1834
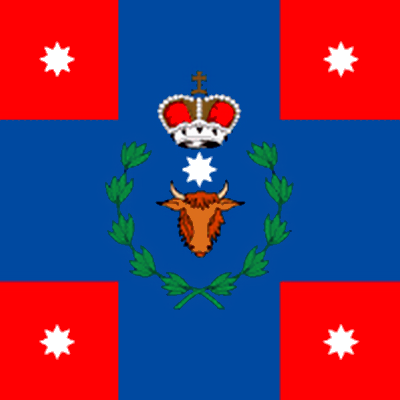
Steag Batalionului de infanterie al Principatului Moldovei, model 1834.
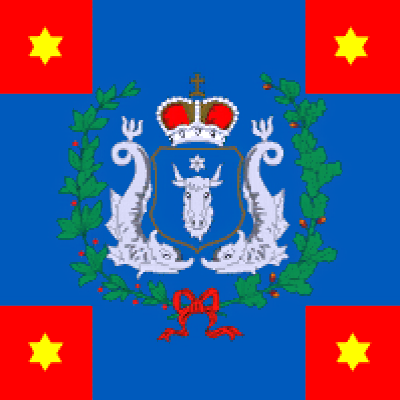
Steag celui de-al doilea batalion al Principatului Moldovei din 1849
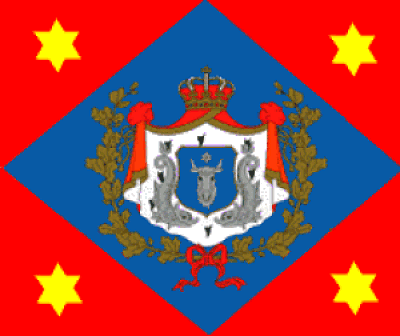
Drapel militar al Moldovei, model 1856-1859